# Jamaal Bowman
Jamaal Bowman es un educador estadounidense y político. Es el representante del 16.º distrito congresional de Nueva York en la Cámara de Representantes de los Estados Unidos desde 2021.
Es un antiguo director y fundador de la Academia de la piedra angular para la acción social (en inglés: Cornerstone Academy for Social Action), una secundaria pública en Williamsbridge, Bronx. Derrotó al titular de 16 mandatos Eliot Engel en las primarias demócratas de 2020 y fue elegido por primera vez al Congreso en noviembre de ese año. Es miembro del Squad (El Escuadrón en español), un grupo informal de miembros de izquierdas del Caucus Demócrata de la Cámara de Representantes.
El 26 de octubre de 2023, Bowman se declaró culpable de un delito menor por activar intencionadamente una falsa alarma contra incendios en el Cannon House Office Building. A cambio de su declaración de culpabilidad, se retiraron los cargos. El 7 de diciembre, la Cámara de Representantes votó 214-191 para censurarlo por el incidente de la alarma de incendio.En 2024, Bowman se presentó a la reelección, pero perdió ante el ejecutivo del condado de Westchester George Latimer en las primarias demócratas del distrito después de que el AIPAC gastara la cifra récord de 15 millones de dólares para derrotarlo.Bowman fue el primer titular demócrata del ciclo electoral de 2024 en perder sus primarias. También fue el primer miembro del Escuadrón en perder unas primarias.

## Biografía

### Primeros años
Bowman nació en Manhattan, Nueva York. Vivía con su abuela en las casas del Río Este en Harlem del Este durante la semana y con su madre y hermanas en Yorkville, Manhattan durante el fin de semana. Su abuela murió cuando él tenía ocho años. Cuando tenía 16 años, él y su familia se mudaron a Sayreville, New Jersey. Asistía a Sayreville War Memorial High School, donde jugaba en el equipo de fútbol americano.
Bowman brevemente asistía a Potomac State College of West Virginia University antes de obtener un Bachiller universitario en letras en gestión deportiva de la Universidad de New Haven, donde jugaba en el New Haven Chargers equipo de fútbol. Se graduó en 1999. Más tarde, obtuvo a Maestría universitario en letras en orientación de Mercy College y a Doctor en Educación en liderazgo educativo de Manhattanville College.

### Educación
Después de ganar su primera licenciatura, Bowman decidió no dedicarse a la gestión deportiva. Por la sugerencia de un amigo de su familia quien trabajaba por el Departamento de Educación de la Ciudad de Nueva York, Bowman empezó a trabajar como educador. Bowman se hizo un maestro y trabajó como un maestro de gestión de crisis en una escuela primaria en el South Bronx elementary school. En 2009, fundó Academia de la piedra angular para la acción social, una secundaria pública en Williamsbridge, Bronx.

## Vida personal
Bowman vive con su esposa y tres hijos en Yonkers, New York.